# کلیسای تجلی از زاپسکوفیه

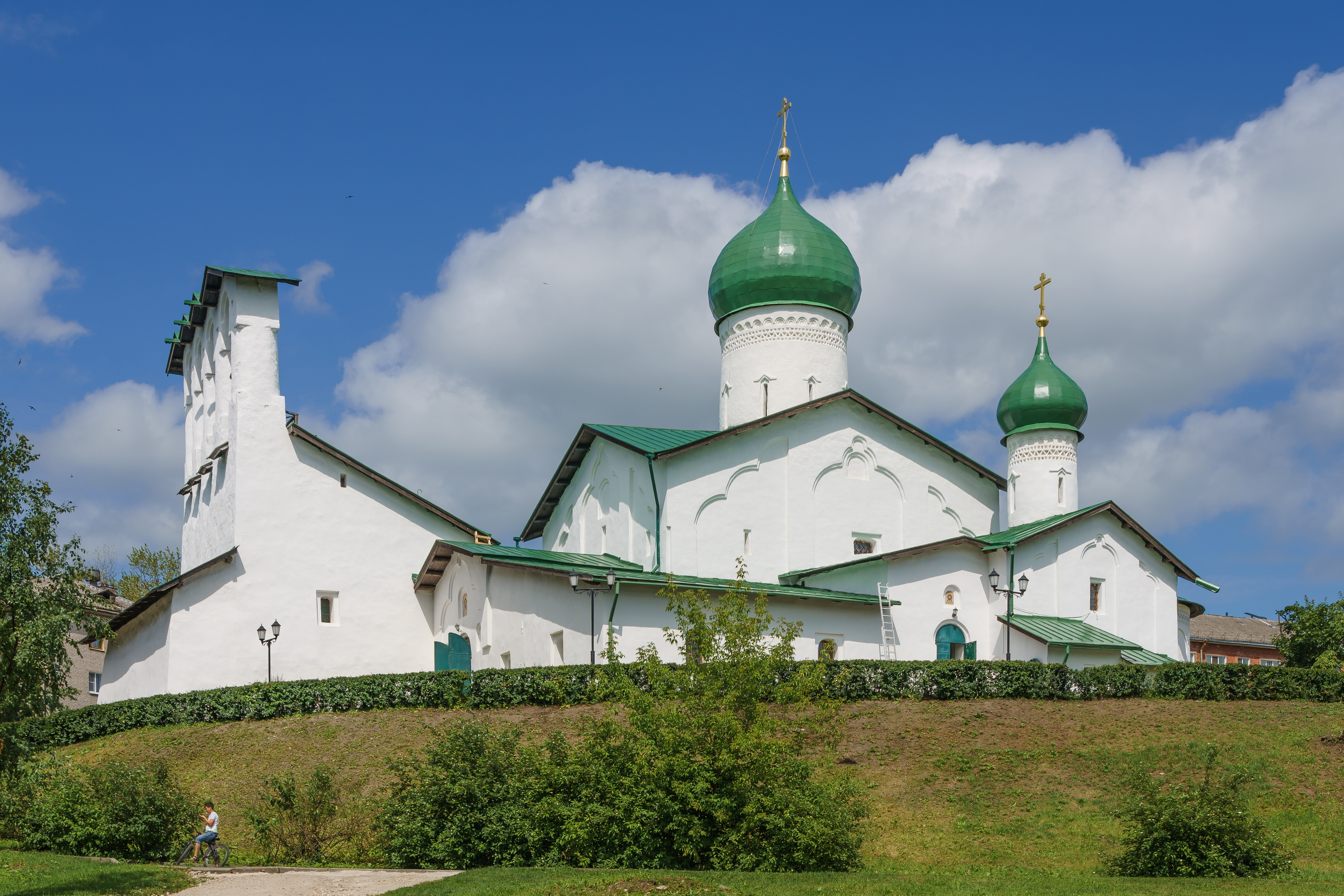

کلیسای تجلی از زاپسکوفیه (به روسی: Церковь Богоявления с Запсковья) یک کلیسای ارتدکس در پسکوف است. این بنا یک اثر تاریخی و فرهنگی با ارزش ملی از قرون پانزدهم و شانزدهم میلادی است. کلیسا در زاپسکوفیه و در ساحل راست رودخانه پسووا و در بالای گذرگاه‌ها قرار دارد.

## شرح
ترکیب معماری کلیسا پیچیده و ناهم‌تراز است: کلیسای چهارگوش تک‌گنبدی با سه آپسیس، دارای ایوان، گالری‌ها و دو نمازخانه جانبی است: نمازخانه شمالی به نام سه قدیس بزرگ و نمازخانه جنوبی به نام بریدن سر یوحنا تعمیددهنده. در گوشه شمال غربی، یک چادر بزرگ با زیرسازی و ناقوس‌خانه چهاردهانه‌ای از قرن شانزدهم قرار دارد.

## تاریخچه
- سال ۱۳۹۷. اولین ذکر کلیسای تجلی در منابع تاریخی.
- کلیسا مرکز اداری منطقه تجلی در پسکوف بود.[۱]
- سال‌های ۱۴۹۵–۱۴۹۶. در محل کلیسای قبلی، کلیسای سنگی ساخته شد که تا به امروز در ساختار اصلی خود باقی مانده است.
- کلیسا در سال ۱۹۳۶ بسته شد.
- ۳۰ اوت ۱۹۶۰. به موجب تصمیم شورای وزیران جمهوری سوسیالیستی فدراتیو روسیه شماره ۱۳۲۷، کلیسا تحت حفاظت دولت قرار گرفت به عنوان یک اثر تاریخی با ارزش جمهوری‌ایی.
- ۱۶ ژوئیه ۱۹۹۹. روزنامه «اخبار پسکوف» نامه‌ای سرگشاده منتشر کرد که در آن آمده بود: «…جامعه فرهنگی پسکوف، مسکو، سن پترزبورگ، متخصصان تاریخ معماری داخلی از نجات یکی از نمادهای پسکوف قدیم، کلیسای تجلی در زاپسکوفیه درخواست می‌کنند… مطابق با تصمیم دولت روسیه از ۷ سپتامبر ۱۹۸۸ «دربارهٔ بازسازی و مرمت جامع آثار تاریخی و فرهنگی در نووگورود و پسکوف»، کارها از سال ۱۹۹۰ آغاز شد. مطالعات جامع، طراحی اولیه برای مرمت و اسناد مربوط به کارهای ضروری ضد بحران تهیه شد و تحقیقات باستان‌شناسی در مسیر زهکشی انجام شد…»

## احیاء

### مرمت
- ۱۹۴۶–۱۹۵۳ تحت سرپرستی معمار ی.پ. اسپگالسکی
- دهه ۱۹۹۰ تحت سرپرستی آ.ک. بوگودوخوف. کارهای ضد بحران، تحقیقات و باستان‌شناسی انجام شد.
- ۲۰۰۰–۲۰۰۹. کارهای پروژه‌ای برای بازسازی کلیسا در سال ۲۰۰۰ آغاز شد به عنوان بخشی از برنامه ملی «فرهنگ روسیه». این کارها توسط شرکت «کارگاه مرمت» انجام شد (مدیر، مکاروف ی. م) طبق پروژه‌ای که توسط مؤسسه «اسپتس‌پروکت‌مرمت» در سال ۱۹۹۱ طراحی شده بود. سفارش‌دهنده وزارت فرهنگ روسیه و کاربری کلیسا، بخش مربوط در پسکوف بود.

گنبد مرکزی با پیاز جدید جایگزین شد. نمازخانه جنوبی بازسازی شد (با حفظ قطعات از بنای قدیمی) همراه با گنبد و صلیب (که ۷۰ سانتیمتر از میزان پروژه بیشتر است). نمازخانه شمالی تخریب و دوباره ساخته شد (با حفظ قطعات از دیوار قدیمی آپسیس). گالری جنوبی از نو ساخته شد (شامل گوشه جنوب غربی).
- در سال ۲۰۰۹، ۴۴ میلیون و ۸۲۱ هزار و ۸۰۰ روبل از بودجه فدرال برای مرمت آثار میراث فرهنگی در استان پسکوف اختصاص داده شد. از این مبلغ، ۷ میلیون و ۳۲۱ هزار و ۸۰۰ روبل برای مرمت و بازسازی کلیسای تجلی هزینه شد. این تأمین مالی از طریق برنامه فدرال هدفمند «فرهنگ روسیه (۲۰۰۶–۲۰۱۱)» صورت گرفت.

مجموعاً ۴۱ میلیون روبل برای بازسازی کلیسا هزینه شد.

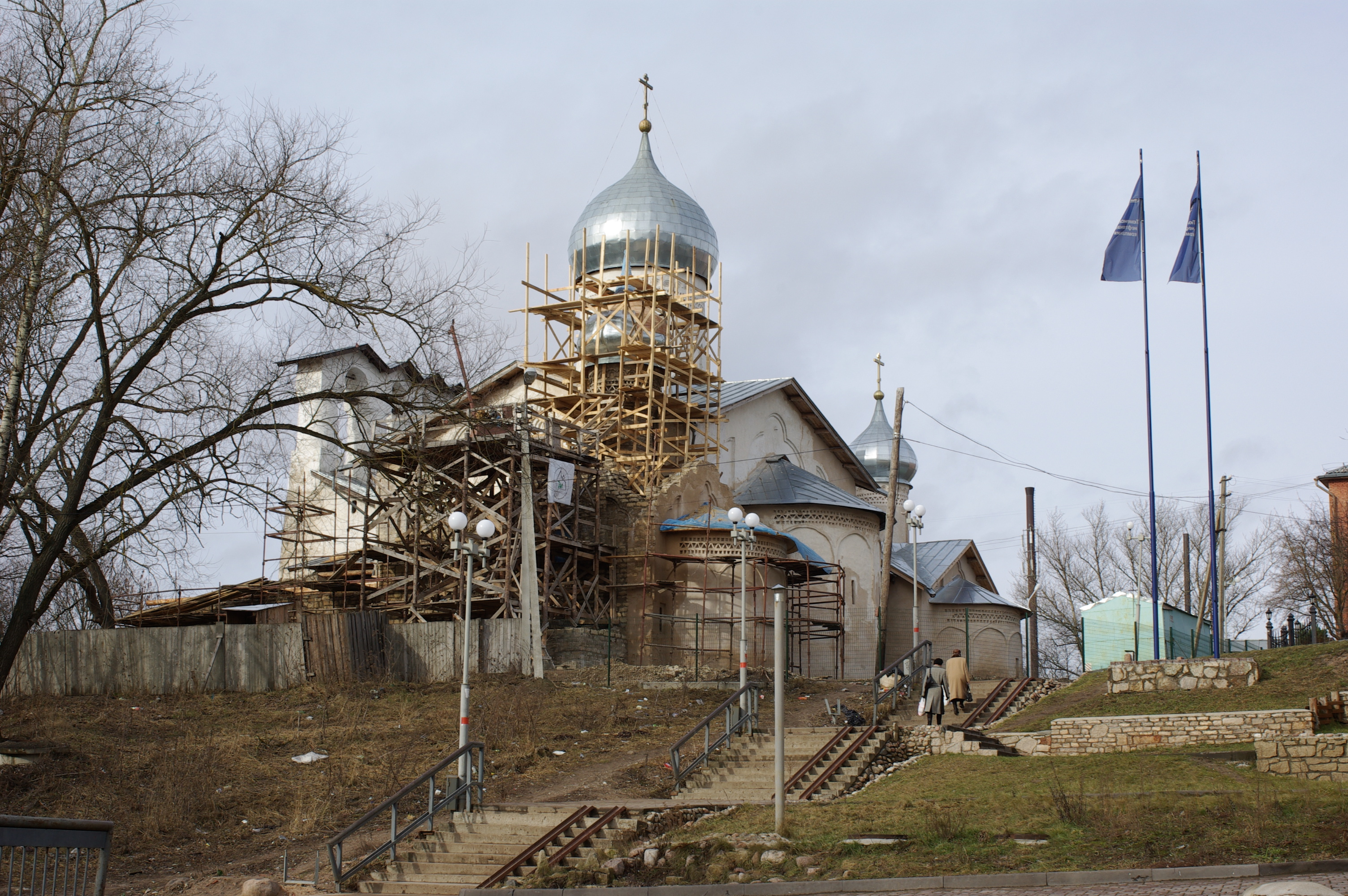
مارس ۲۰۰۸
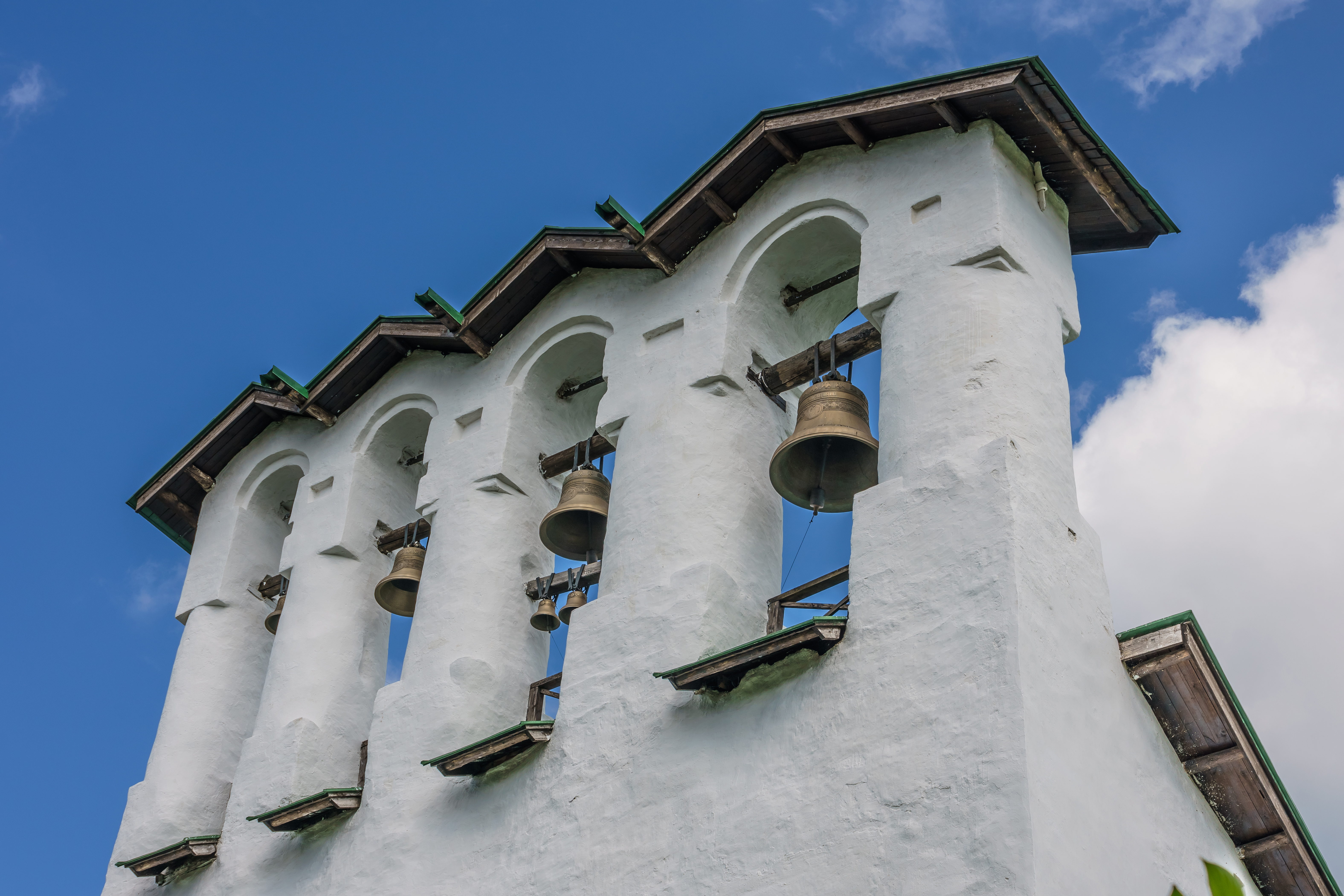
ناقوس‌خانه
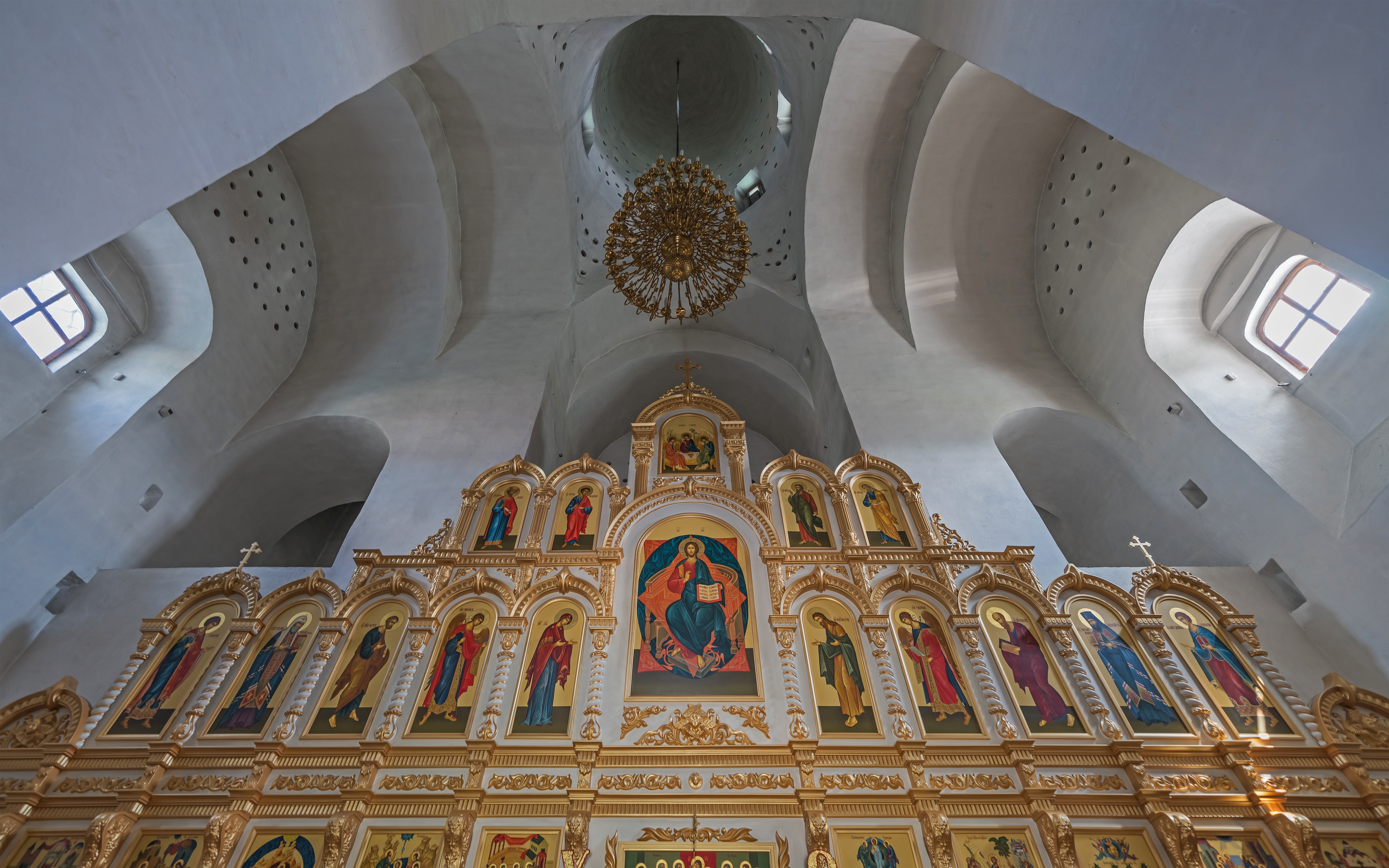
گنبد